# Бригляса
Бригляса (рум. Brâgleasa) — село у повіті Мехедінць в Румунії. Входить до складу комуни Думбрава.
Село розташоване на відстані 240 км на захід від Бухареста, 34 км на схід від Дробета-Турну-Северина, 63 км на захід від Крайови.

## Населення
За даними перепису населення 2002 року у селі проживали 55 осіб, усі — румуни. Усі жителі села рідною мовою назвали румунську.